# Танково
Танково — деревня в Волоколамском районе Московской области России.
Относится к Теряевскому сельскому поселению, до муниципальной реформы 2006 года относилась к Шестаковскому сельскому округу. Население — 12 чел. (2010).

## География
Деревня Танково расположена примерно в 23 км к северо-востоку от центра города Волоколамска, на левом берегу реки Локнаш (бассейн Иваньковского водохранилища). В деревне две улицы — Заовражная и Заречная. Ближайшие населённые пункты — село Шестаково, деревни Еремеево и Успенье.

## Население
| 1852 | 1859 | 1890 | 1899 | 1926 | 2002 |
| ---- | ---- | ---- | ---- | ---- | ---- |
| 142  | ↘101 | ↗163 | ↗171 | ↘126 | ↘12  |
| 2006 | 2010 |      |      |      |      |
| ↘10  | ↗12  |      |      |      |      |

## История
В сотной грамоте 1569 года упоминается как деревня Тонковская, на межевом плане 1784 года — Танкова.
В «Списке населённых мест» 1862 года Танкова — казённая деревня 1-го стана Клинского уезда Московской губернии по левую сторону Волоколамского тракта, в 35 верстах от уездного города, при реке Локноше, с 20 дворами и 101 жителем (45 мужчин, 56 женщин).
По данным на 1890 год входила в состав Калеевской волости Клинского уезда, число душ составляло 163 человека.
В 1913 году — 22 двора.
В 1917 году Калеевская волость была передана в Волоколамский уезд.
По материалам Всесоюзной переписи населения 1926 года — деревня Успенского сельсовета Калеевской волости Волоколамского уезда, проживало 126 жителей (57 мужчин, 69 женщин), насчитывалось 25 крестьянских хозяйств.
С 1929 года — населённый пункт в составе Волоколамского района Московской области.

## Уроженцы
- Антипов Михаил Иванович (1907 г.р., д. Танково) — кавалер Ордена Красной Звезды.[18]
- Басов Алексей Васильевич (1918 г.р., д. Танково) — кавалер Ордена Отечественной войны I степени.[19]
- Басов Константин Васильевич (1915 г.р., д. Танково) — кавалер Ордена Отечественной войны II степени.[20]
- Басов Петр Васильевич (1907 г.р., д. Танково) — награжден медалью «За боевые заслуги».[21]
- Гоголев Иван Михайлович (1903 г.р., д. Танково) — кавалер Ордена Красной Звезды.[22]
- Иванов Петр Николаевич (1910 г.р., д. Танково) — награжден медалями «За оборону Москвы», «За отвагу», «За победу над Германией в Великой Отечественной войне 1941–1945 гг.» и «За взятие Вены».[23]
- Королев Алексей Андреевич (1923 г.р., д. Танково) — кавалер Ордена Отечественной войны I степени.[24]
- Королев Иван Андреевич (1926 г.р., д. Танково) — награжден медалью «За боевые заслуги».[25]
- Муравьев Константин Фомич (1921 г.р., д. Танково) — кавалер Ордена Красной Звезды.[26]
- Петров Василий Васильевич (1925 г.р., д. Танково) — награжден медалью «За отвагу».[27]
- Салынин Иван Александрович (1918 г.р., д. Танково) — награжден медалями «За боевые заслуги» и «За победу над Японией».[28]